# アルフレッド・グディ
アルフレッド・グディ（英: Alfred Edward Goodey、1878年 - 1945年）は絵画、版画、写真の蒐集家。ミッドランドの都市ダービーに関連したコレクションで知られる。

## 生涯
彼はウィリアム・ヘンリー・グディとローダ・ストラットの子として1878年にダービーで生まれた。彼は自宅で、次いでウィットワース・スクールで教育を受けた後、ダービー美術学校に通った。1886年に油彩、水彩、版画、写真の蒐集を始め、ダービーに関するものならば何であれ、はるかアメリカまでそれを捜し求めた。さらに現在のダービーの姿を描くよう画家たちに依頼までした。いずれその姿が移り変わってしまう前に、記録に留めようとしたのである。

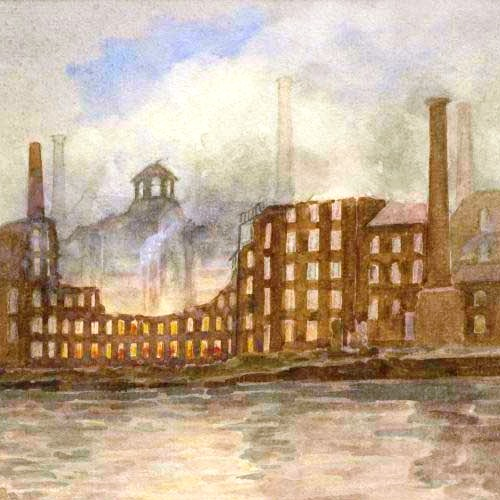
アルフレッド・キーン『1910年のダービー・シルク・ミルの火災』

グディは幅広い興味の持ち主で、博物学を好み、ダービーシャーを巡り歩いた。彼はアマチュアのシェイクスピア俳優であり、地元組織を作り、ランボーン・ロードの自宅近くに練習用の施設 ("The Loft") を用意していた。彼はプラス・フォーズ（ゴルフ用半ズボン）を穿き、顎ひげと口ひげを一杯に生やした粋人で、サドラー・ゲートの行きつけのパブに通いつめてはその日の話題を語り合っていた。しかし彼は美術への熱意ゆえに、ダービー・スケッチング・クラブの代表となり、またダービーの歴史を残すに足る絵を見分ける眼力を得て、それが彼の著名さを確かなものとした。
グディは19世紀から20世紀初頭にかけてのダービーに関する見事な記録蒐集を行ない、1936年に 500 点以上の絵画をダービー博物館・美術館へ寄贈した。また彼は没するとき、博物館の増築用に 13,000 ポンドとさらに他の美術品をダービーに遺贈した。彼は1945年にダービーで没し、博物館は今やグディのコレクションにとどまらず、ジョセフ・ライトの最大コレクションを擁している。グディのコレクションにはアルフレッド・キーンの作品も含まれた。キーンはダービーのキーン一族の一人であり、父親は写真家でダービー・テレグラフ発行者のリチャード・キーン、兄弟にはウィリアム・キャクストン・キーンがいた。グディが博物館に寄贈した絵のうち 3 枚はアーネスト・エリス・クラークの絵だった。他に C.T. ムーアの絵もある。彼のコレクションの画像は、ダービー市議会が発行した『Goodey's Derby』という本で紹介されている。